# Attentat du 18 août 2020 à Berlin
L'attentat du 18 août 2020 à Berlin est un attentat islamiste survenu le 18 août 2020 sur une autoroute à Berlin, en Allemagne. 6 personnes ont été blessées dont 3 grièvement.

## Déroulement
Le 18 août 2020 à 18 h 35, un irakien de 30 ans s'engage sur l'autoroute de Berlin et provoque plusieurs accidents, percutant volontairement des deux-roues (au moins deux motos et un scooter) après les avoir pris en chasse. Sa voiture, une Opel Astra noire, s'est ensuite bloquée à cause d'une moto coincée sous son capot. L'homme est obligé de s'arrêter, il pose une boîte métallique sur le toit de sa voiture et prétend qu'il s'agit d'une bombe, il déroule ensuite un tapis de prière sur la chaussée et crie en arabe que "tout le monde" allait "mourir". Il est finalement arrêté par la police.

## Bilan
6 personnes ont été blessées dont 3 grièvement. Parme eux, un motard souffre de blessures très graves à la tête et à la colonne vertébrale et les deux autres ont subi des blessures importantes.

## Enquête
Malgré des indices d'une instabilité psychologique, le parquet a déclaré que les motivations de l'homme étaient probablement religieuses et islamistes comme l'indiquent ses déclarations, sa proximité avec une mosquée salafiste de Berlin et des messages postés sur Facebook.